# Portugalská fotbalová reprezentace
Portugalská fotbalová reprezentace reprezentuje Portugalsko na mezinárodních fotbalových akcích, jako je mistrovství světa nebo mistrovství Evropy.

## Získané trofeje
- Mistrovství Evropy (1×)

2016
- Liga národů UEFA (2×)

2018/2019, 2024/2025

## Mistrovství světa
Seznam zápasů portugalské fotbalové reprezentace na MS
| Rok    | Účast                                           | Soupisky |
| ------ | ----------------------------------------------- | -------- |
| 1930   | Ne                                              | –        |
| 1934   | Nepostoupili z kvalifikace                      | –        |
| 1938   | Nepostoupili z kvalifikace                      | –        |
| 1950   | Nepostoupili z kvalifikace                      | –        |
| 1954   | Nepostoupili z kvalifikace                      | –        |
| 1958   | Nepostoupili z kvalifikace                      | –        |
| 1962   | Nepostoupili z kvalifikace                      | –        |
| 1966   | Bronzová medaile                                | Soupiska |
| 1970   | Nepostoupili z kvalifikace                      | –        |
| 1974   | Nepostoupili z kvalifikace                      | –        |
| 1978   | Nepostoupili z kvalifikace                      | –        |
| 1982   | Nepostoupili z kvalifikace                      | –        |
| 1986   | Nepostoupili ze skupiny                         | Soupiska |
| 1990   | Nepostoupili z kvalifikace                      | –        |
| 1994   | Nepostoupili z kvalifikace                      | –        |
| 1998   | Nepostoupili z kvalifikace                      | –        |
| 2002   | Nepostoupili ze skupiny                         | Soupiska |
| 2006   | Prohra v zápase o bronz s Německem              | Soupiska |
| 2010   | Vyřazeni v osmifinále Španělskem                | Soupiska |
| 2014   | Nepostoupili ze skupiny                         | Soupiska |
| 2018   | Vyřazeni v osmifinále Uruguayí                  | Soupiska |
| 2022   | Vyřazeni ve čtvrtfinále Marokem                 | Soupiska |
| Celkem | účast – 8× zlato – 0×, stříbro – 0×, bronz – 1× |          |

## Mistrovství Evropy
Seznam zápasů portugalské fotbalové reprezentace na Mistrovství Evropy
| Rok     | Účast                                           | Soupisky |
| ------- | ----------------------------------------------- | -------- |
| 1960    | Nepostoupili z kvalifikace                      | –        |
| 1964    | Nepostoupili z kvalifikace                      | –        |
| 1968    | Nepostoupili z kvalifikace                      | –        |
| 1972    | Nepostoupili z kvalifikace                      | –        |
| 1976    | Nepostoupili z kvalifikace                      | –        |
| 1980    | Nepostoupili z kvalifikace                      | –        |
| 1984    | Bronzová medaile                                | Soupiska |
| 1988    | Nepostoupili z kvalifikace                      | –        |
| 1992    | Nepostoupili z kvalifikace                      | –        |
| 1996    | Vyřazeni ve čtvrtfinále Českem                  | Soupiska |
| 2000    | Bronzová medaile                                | Soupiska |
| 2004    | Stříbrná medaile                                | Soupiska |
| 2008    | Vyřazeni ve čtvrtfinále Německem                | Soupiska |
| 2012    | Bronzová medaile                                | Soupiska |
| 2016    | Zlatá medaile                                   | Soupiska |
| ME 2020 | Vyřazení v osmifinále Belgii                    | Soupiska |
| 2024    | Vyřazeni ve čtvrtfinále Francií                 | Soupiska |
| Celkem  | účast – 9× zlato – 1×, stříbro – 1×, bronz – 3× |          |

## Olympijské hry
- Zlato – 0
- Stříbro – 0
- Bronz – 0